# Birkenhead (Sudafrica)
Birkenhead è una località costiera sudafricana situata nella municipalità distrettuale di Overberg nella provincia del Capo Occidentale.

## Geografia fisica
La località si affaccia sulle coste meridionali della baia di Walker nei pressi della città di Gansbaai, situata a circa 5 chilometri verso nord-est.